# Макиавелли, Николетта
Николетта Ранджони Макиавелли (итал. Nicoletta Rangoni Machiavelli; 1 августа 1944, Раварино — 15 ноября 2015, Сиэтл), итальянская актриса, снималась до начала 1980-х годов.

## Биография
После прослушивания 20-летняя Николетта Макиавелли была выбрана режиссёром Карло Лидзани на роль в фильме Thrilling, и утверждена на роль в фильме Una questione d’onore режиссёра Луиджи Дзампы, наряду с Уго Тоньяцци. В семидесятые годы работала для телекомпании RAI; в 1977 году последовала заметная работа в фильме Al di là del bene e del male Лилианы Кавани.
В последующие годы принимала приглашения сниматься в различных постановках, включая вестерны, триллеры и комедии, не будучи в состоянии оставить значительный след в этих работах, пока окончательно не ушла из мира кино и не удалилась в частную жизнь недалеко от Болоньи в 1977 году.

## Фильмография
- Una questione d’onore, Луиджи Дзампа (1965)
- Thrilling, эпизод L’autostrada del sole, Карло Лидзани (1965)
- Un fiume di dollari, (1966)
- I nostri mariti, episodio de Il marito di Roberta, Luigi Filippo D’Amico (1966)
- Se tutte le donne del mondo — Operazione paradiso, Henry Levin и Arduino Maiuri (1966)
- Navajo Joe (Un dollaro a testa), Сержио Корбуччи (1966)
- Matchless, Альберто Латтуада (1967)
- Лицом к лицу, нет в титрах, Сержио Соллима (1967)
- Odia il prossimo tuo, Ferdinando Baldi (1968)
- Temptation, Lamberto Benvenuti (1968)
- Le dolci signore, Луиджи Дзампа (1968)
- Un minuto per pregare, un instante per morire — Escondido, как Nicoletta Rangoni Machiavelli, Franco Giraldi (1968)
- Giarrettiera Colt, Gian Rocco (1968)
- Сладкоежка, Christian Marquand (1968)
- Una lunga fila di croci, Sergio Garrone (1969)
- Scarabea — Di quanta terra ha bisogno un uomo?, Ханс-Юрген Зиберберг (1969)
- Quei temerari sulle loro pazze, scatenate, scalcinate carriole, Кен Эннакин (1969)
- Operazione ladro, телесериал, эпизод Who’ll Bid 2 Million Dollars?, Жанно Шварц (1969)
- Femmine insaziabili, Alberto De Martino (1969)
- La cattura, Paolo Cavara (1969)
- Le castagne sono buone, regia di Пьетро Джерми (1970)
- Necropolis, Franco Brocani (1970)
- Policeman, Sergio Rossi (1971)
- L’uomo dal cervello trapiantato, Jacques Doniol-Valcroze (1971)
- L’amante dell’orsa maggiore, Valentino Orsini (1972)
- Storie scellerate, Sergio Citti (1973)
- Le avventure del barone Von Trenck, sceneggiato televisivo в 3 эпизодах, Fritz Umgelter (1973)
- Lungo il fiume e sull’acqua, sceneggiato televisivo, Alberto Negrin (1973)
- Mordi e fuggi, Dino Risi (1973)
- Tony Arzenta, Duccio Tessari (1973)
- La coppia, Enzo Siciliano (1973)
- Esecutore oltre la legge, Georges Lautner (1974)
- L’importante è amare, Andrzej Zulawski (1975)
- Le malin plaisir, Bernard Toublanc-Michel (1975)
- La gang dell’Anno Santo, Jean Girault (1976)
- Il trucido e lo sbirro, Umberto Lenzi (1976)
- Al di là del bene e del male, Лилиана Кавани (1977)
- L’autunno del generale, телефильм, Mario Procopio (1982)
- La fuite en avant, Christian Zerbib (1983)